# Stade de la Charrière
Das Stade de la Charrière ist ein Fussballstadion in der Schweizer Stadt La Chaux-de-Fonds, Kanton Neuenburg. Es ist Heimspielstätte des Fussballclubs FC La Chaux-de-Fonds. Die Anlage ist im Besitz der Stadt.
Das Stadion bietet insgesamt 12'700 Zuschauern Platz, davon 2'500 auf Sitzplätzen und 10'200 auf Stehplätzen. Das Spielfeld besteht aus einem Kunstrasenbelag.
Am 21. Mai 1911 fand auf einem Vorgängersportplatz des heutigen Stade de la Charrière das bisher einzige offizielle Länderspiel in La Chaux-de-Fonds statt, das die Schweizer Fussballnationalmannschaft gegen Italien mit 3:0 gewann.